# Блатне Ревіштя
Блатне Ревіштя (словац. Blatné Revištia) — село в Словаччині в районі Собранці Кошицького краю. Село розташоване на висоті 109 м над рівнем моря. Населення — 215 чол. Вперше згадується в 1244 році. В селі є бібліотека.

## Назва
Місцеве населення село неофіційно називає «Рускі Ревіще» (словац. Ruski Revišče) на основі церкви та греко-католиків, яких в місцевій термінології називано руснаками, що не вказує на їхню національну приналежність.

## Історія
1244 року згадується як Ryuche. 1337 року згадується у зв'язку з продовженням пошановування «поганських» вірувань. 

## Населення
| Рік:            | 1994. | 2004.   | 2014.   | 2024.   |
| --------------- | ----- | ------- | ------- | ------- |
| Кількість осіб: | 224   | 216     | 218     | 221     |
| Різниця:        |       | -3,57 % | +0,92 % | +1,37 % |

| Рік:            | 2023. | 2024. |
| --------------- | ----- | ----- |
| Кількість осіб: | 221   | 221   |
| Різниця:        |       | +0 %  |

## Пам'ятки
У селі є греко-католицька церква Різдва Пресвятої Богородиці з 1883 року в стилі пізнього класицизму.